# Soprano lírica
La soprano lírica es un subtipo dentro de la voz femenina de soprano. Su timbre es más lleno y más rico que el de la soprano ligera aunque con menor extensión aguda. Se sitúa como término medio entre la soprano ligera (de altísima extensión aguda y flexibilidad) y la soprano dramática (de mayor volumen y menor flexibilidad):
Es el registro más común entre las cantantes de ópera de la categoría soprano y existen gran cantidad de papeles para esta cuerda. El rango vocal aproximado está entre un do central y un do sobreagudo (do4 – do6), aunque en algunos casos alcanzan el re bemol sobreagudo. Se diferencia de la soprano lírica ligera por tener mayor cuerpo en su centro y menor facilidad para los agudos.

## Roles para soprano lírica[2]
| - Antonia, Los cuentos de Hoffmann (Offenbach) - Elvira, Don Giovanni (Mozart) - La Contessa, Las bodas de Fígaro (Mozart) - Liù, Turandot (Puccini) - The Marschallin, Der Rosenkavalier (Strauss) - Madama Butterfly, Madama Butterfly (Puccini) (también puede ser interpretado por una soprano lírico-spinto) - Magda, La Rondine (Puccini) | - Marguerite, Faust (Gounod) - Mimì, La bohème (Puccini) - Micaëla, Carmen (Bizet) - Nedda, Pagliacci (Leoncavallo) (también interpretada por la Soprano lírico spinto) - Rusalka, Rusalka (Dvořák) - Tatyana, Eugene Onegin (Chaikovski) |